# Модель Гарячого Всесвіту
Теорія гарячого Всесвіту — теорія фізичних процесів у Всесвіті, що розширюється, за якою в минулому Всесвіт мав значно більшу ніж сьогодні густину матерії та дуже високу температуру. Першим цю теорію запропонував Джордж Гамов у 1948 для пояснення розповсюдженості хімічних елементів та їхніх ізотопів.
На початку розширення Всесвіту при великій температурі в умовах термодинамічної рівноваги з речовиною повинно було перебувати електромагнітне випромінювання. У міру розширення речовина та випромінювання охолоджуються, і до сьогоднішнього часу у Всесвіті має існувати низькотемпературне випромінювання (його називають «мікрохвильовим фоновим випромінюванням» або реліктовим випромінюванням), для якого речовина сьогоднішнього Всесвіту практично прозора. Існування у Всесвіті такого випромінювання, яке має температуру всього декілька кельвінів, було передбачене Джорджем Гамовим.
У 1964 А. Г. Дорошкевич та І. Д. Новиков вперше розрахували широкий спектр густини електромагнітного випромінювання від всіх джерел у Всесвіті, що еволюціонує (включаючи радіогалактики та зорі) і показали, що в області сантиметрових та міліметрових хвиль інтенсивність реліктового випромінювання з температурою близько 1К та вище буде на багато порядків перевищувати випромінювання окремих джерел, і воно може бути експериментально виявлене. Реліктове випромінювання було експериментально відкрите Арно Пензіасом та Робертом Вудро Вільсоном у 1965 році на довжині хвилі 7,3 см. Експериментальне спостереження реліктового випромінювання стало вирішальним фактором, який підтвердив справедливість гіпотези про високу первинну температуру Всесвіту. Наступні дослідження показали, що реліктове випромінювання дійсно є рівноважним, як і передбачала теорія, і має температуру 2,7 К. У далекому минулому густина випромінювання була більша за густину речовини. Дійсно, із розширенням Всесвіту енергія кожного кванта зменшується пропорційно його частоті через червоне зміщення, тобто пропорційно збільшенню просторових масштабів.
При дуже великих густинах та температурах всі процеси взаємодії часток протікають надзвичайно швидко, значно швидше зміни фізичних умов внаслідок розширення Всесвіту, і тому ми маємо термодинамічну рівновагу між усіма сортами частинок (та їхніх античастинок), які можуть народжуватися при енергіях, відповідних до даної температури.
При досягненні температури 4000 К протікає рекомбінація протонів та електронів, після чого рівновага утвореної нейтральної речовини (водню та гелію) з випромінюванням порушилася — кванти випромінювання вже не мали необхідної для іонізації речовини енергії і проходили через нього, як через прозоре середовище. Температура обособленого випромінювання продовжувала знижуватися і до нашої епохи склала величину близько 3 К. Таким чином, це випромінювання збереглося досі як релікт від епохи рекомбінації та утворення нейтральних атомів водню та гелію.
У рамках теорії про гарячий Всесвіт є один делікатний момент пов'язаний із адіабатичним характером розширення Всесвіту. Справа в тому, що для адіабатичного розширення за умовчанням необхідна «замкнута термодинамічна система». Звичайно можливі адіабатичні процеси і для незамкнених систем, котрі протікають достатньо швидко (зменшення температури Всесвіту до 4000 К якраз і підходять до цього типу процесів). Проте подальший процес зменшення температури Всесвіту від 4000 К до сьогоднішнього значення 2,7 К протікав майже 15 млрд років, і тому за умовчанням вимагав замкненості Всесвіту, про що в сучасних теоріях навіть не згадується.
Другий неприємним момент пов'язаний з тим, що температура 2,7К пов'язана з т.з. «близьким горизонтом», при чому густина реліктового випромінювання порядку 4·10−13 ерг/см3. Проте швидкість світла постійна, і тому електромагнітні хвилі з «дальнього горизонту» несуть нам інформацію про минуле. На краю Всесвіту з минулого, що відстає від сучасності майже на 15 млрд років. Тому природним чином виникає тривіальне запитання, чому і ці фотони реліктового випромінювання також мають температуру 2,7К, а не наприклад 4000К? Звичайно їх густина буде значно менша ніж для «близького горизонту», але ж вони повинні бути. Невже і вони «старіють» синхронно із розширенням Всесвіту. Тоді виникає запитання чому це «старіння» чітко синхронізується із «старінням» фотонів «близького горизонту»?